# Aniceto dos Reis Gonçalves Viana
Aniceto dos Reis Gonçalves Viana (in portoghese [ɐniˈsetu duʒ ˈʀejʒ ɡõˈsaɫvɨʒ viˈanɐ]; Lisbona, 6 gennaio 1840 – Lisbona, 13 settembre 1914) è stato un orientalista e scrittore portoghese.

## Biografia
Aniceto dos Reis Gonçalves Viana nacque a Lisbona nel 1840. Suo padre era un attore e suo fratello morì di febbre gialla nel 1857. In questo modo fu costretto a cercare un lavoro per sostenere la sua famiglia.
Continuò ugualmente gli studi, in particolare sulla lingua greca e poi sanscrito sotto Guilherme de Vasconcelos Abreu.

## Opere principali
- 1897; Selecta Easy English Readings
- 1897; Grammar English
- 1907; French Grammar